# Tomás Diez Acosta
Tomás Diez Acosta (L'Avana, 1946 – 17 aprile 2023) è stato un militare e storico cubano.
Acosta si arruolò nelle Forze Armate Rivoluzionarie cubane nel 1961. Dal 1970 al 1986 ha insegnato storia all'accademia militare di Cuba ed è stato capo del dipartimento di storia militare, ha anche conseguito una laurea in scienze politiche. Diez si è ritirato dal servizio militare attivo nel 1998 con il grado di Tenente colonnello.
Diez ha scritto molti libri sulla storia rivoluzionaria di Cuba molti dei quali sono stati anche tradotti in inglese, tra i quali "ottobre 1962: la crisi dei missili vista da Cuba" pubblicato dalla Pathfinder Press nel 2002.